# Fatma Samoura
Fatma Samoura hay Fatma Samba Diouf Samoura là một lãnh đạo cấp cao của Liên Hợp Quốc (UN) người gốc Senegal. Bà hiện nay là quan chức cao cấp nhất của Liên Hợp Quốc ở Nigeria. Bà vừa được bổ nhiệm làm Tổng thư ký của Liên đoàn bóng đá thế giới (FIFA) vào ngày 13 tháng 5 năm 2016 Với việc bổ nhiệm này, bà trở thành nữ Tổng thư ký đầu tiên trong lịch sử FIFA kể từ năm 1904.

## Sự nghiệp
Fatma Samba Diouf Samoura sinh năm 1962 tại Senegal. Năm 1995, Fatma Samoura tham gia hoạt động tại Chương trình Lương thực Thế giới của Liên Hợp Quốc (WFP) với vai trò là Giám đốc điều hành của WFP tại quốc gia Djibouti và Cameroon. Fatma Samba Diouf Samoura cũng từng làm việc tại trụ sở WFP tại Rome. Bà đảm trách điều hành nhiều hoạt động trong trường hợp khẩn cấp và phức tạp tại nhiều quốc gia và khu vực, bao gồm Kosovo, Liberia, Nicaragua, Sierra Leone, và Đông Timor.
Ngày 01 tháng 11 năm 2007, Tổng Thư ký Liên Hợp Quốc Ban Ki-moon sau khi tham khảo với Tổng thư ký ủy ban hỗ trợ nhân đạo John Holmes, ông Ban đã bổ nhiệm bà làm Phó điều phối viên nhân đạo (DHC) cho miền đông Chad. Bà Fatma Samba Diouf Samoura làm việc tại trụ sở chính đặt tại thị trấn Abéché, cách khoảng 80 km về phía tây biên giới với khu vực Darfur đang xảy ra xung đột bị tàn phá của Sudan. Chad hiện đang là nơi tạm trú ẩn của hơn 280.000 người tị nạn và hơn 170.000 người di tản vô gia cư, hầu hết trong số họ là ở xuất phát từ khu vực phía đông,. Bà Fatma Samoura được giao nhiệm vụ hỗ trợ để họ có khả năng trở về quê hương. Các công việc và chức năng chính thức mà bà Fatma Samba Diouf Samoura và các thành viên đã làm bao gồm, việc cung cấp hỗ trợ và hướng dẫn với một đội gồm bảy cơ quan của Liên Hợp Quốc và hơn 40 Tổ chức phi chính phủ quốc tế (NGO) làm việc ở miền đông Chad.
Ngày 14 tháng 5 năm 2016, tại đại hội thường niên lần thứ 66 của FIFA diễn ra ở Mexico, Bà Fatma Samba Diouf Samoura đã được bổ nhiệm trở thành nữ tổng thư ký đầu tiên trong lịch sử tồn tại 112 năm của FIFA Không chỉ là nữ tổng thư ký đầu tiên, Fatma Samoura còn là người mang quốc tịch châu Phi đầu tiên được đảm nhiệm vai trò lãnh đạo này, dù bà Fatma Samoura hoàn toàn không có một chút kinh nghiệm nào với thể thao mà chỉ là người có kinh nghiệm làm việc lâu năm của Liên Hợp Quốc.

## Cuộc sống cá nhân
Bà Fatma Samoura đã lập gia đình và có ba người con..